# Trimble-Gletscher
Der Trimble-Gletscher befindet sich in den Tordrillo Mountains in Alaska (USA). Benannt wurde der Gletscher 1961 nach Kelley W. Trimble (1885–1955), einem Topografen des U.S. Geological Survey (USGS).
Der Trimble-Gletscher besitzt einen nördlichen und einen südlichen Quellgletscher. Unterhalb deren Vereinigung strömt der 1,5 km breite Gletscher noch 4,2 km in nordöstlicher Richtung, bevor er auf einer Höhe von etwa 400 m endet. Der Trimble-Gletscher speist den Trimble River, der talabwärts in den Hayes River, einem rechten Nebenfluss des Skwentna River, mündet. Die Gletscherzunge des Trimble-Gletschers zieht sich immer mehr zurück, so dass der Trimble-Gletscher, der Gletscherabschnitt unterhalb der Vereinigung der beiden Quellgletscher, in naher Zukunft nicht mehr vorhanden sein wird.
Der nördliche Quellgletscher (North Branch Trimble Glacier) hat sein Nährgebiet nordöstlich des Mount Gerdine auf einer Höhe von etwa 2900 m. Das Nährgebiet grenzt an das des östlichen Quellgletschers des Hayes-Gletschers. Der nördliche Quellgletscher strömt anfangs nach Norden und spaltet sich in zwei Gletscherarme auf, die sich talabwärts wieder vereinigen. Im unteren Bereich strömt er in ostnordöstlicher Richtung und weist eine Breite von 2 Kilometern auf. 
Der südliche Quellgletscher (South Branch Trimble Glacier) hat seinen Ursprung an der Ostflanke des Mount Gerdine auf einer Höhe von 2600 m. Der 24 km lange und im Mittel 1,8 km breite Gletscher strömt in überwiegend nordnordöstlicher Richtung durch das Gebirge.